# ویلکاویشکیس
ویلکاویشکیس (به لهستانی: Wyłkowyszki) در لیتوانی با جمعیت ۱۳٬۱۰۲ نفر است که در شهرستان ماریامپوله واقع شده‌است.